# Livre de Sothis
Le Livre de Sothis est une nomenclature royale de l'Égypte antique prétendument due à l'historien égyptien Manéthon de Sebennytos (IIIe siècle av. J.-C.).
Ce document est essentiellement connu par la citation qu'en fait le compilateur Georges le Syncelle (mort après 810 de notre ère). Celui-ci assure que Manéthon en est l'auteur : ce dernier y aurait colligé des inscriptions de monuments du pays siriade (interprété diversement comme l'Assyrie, l'Arabie ou l'Égypte), gravées avant le déluge, puis traduites en hiéroglyphes et conservées dans les temples d'Égypte.
Les égyptologues contemporains considèrent que cet ouvrage est un faux d'auteur inconnu, forgé probablement avant le Ve siècle de notre ère ; d'autres, plus précis, le datent du IIIe siècle de notre ère. Les spécialistes estiment donc ce document,  un classique de la pseudépigraphie, comme une curiosité sans utilité pour la connaissance de l'Égypte antique.
L'auteur inconnu a manifestement une bonne connaissance de Manéthon ; la liste des rois semble interpolée d'Eusèbe de Césarée et de Flavius Josèphe. Toutefois, pour les spécialistes, une preuve manifeste de falsification se trouve dans l'introduction dédicatoire de l'ouvrage à Ptolémée II Philadelphe : celui-ci y est qualifié de « σεβαστῷ » (sebastōi) – c'est-à-dire d'«auguste » – un titre honorifique d'origine romaine qui ne fut utilisé que plusieurs siècles après Manéthon.